# Angjärvmossen
Angjärvmossen este o arie protejată (arie specială de conservare — SAC, sit de importanță comunitară — SCI) din Finlanda întinsă pe o suprafață de 134 ha, integral pe uscat.

## Localizare
Centrul sitului Angjärvmossen este situat la coordonatele 63°31′41″N 23°08′16″E / 63.5281°N 23.1378°E.

## Înființare
Situl Angjärvmossen a fost declarat sit de importanță comunitară în august 1998 pentru a proteja 1 specie de animale. Situl a fost protejat și ca arie specială de conservare în aprilie 2015.

## Biodiversitate
Situată în ecoregiunea boreală, aria protejată conține 3 habitate naturale: Lacuri și iazuri distrofice naturale, Turbării active, Mlaștini împădurite.
La baza desemnării sitului se află o specie protejată de  mamifere: vidră de râu (Lutra lutra).
Pe lângă speciile protejate, pe teritoriul sitului au mai fost identificate 37 de specii de păsări.